# Colonia Nueva Rosita
Colonia Nueva Rosita är en ort i Mexiko.   Den ligger i kommunen Cuapiaxtla de Madero och delstaten Puebla, i den sydöstra delen av landet, 150 km öster om huvudstaden Mexico City. Colonia Nueva Rosita ligger 2 081 meter över havet och antalet invånare är 152.
Terrängen runt Colonia Nueva Rosita är lite kuperad. Runt Colonia Nueva Rosita är det ganska tätbefolkat, med 239 invånare per kvadratkilometer. Närmaste större samhälle är Tecamachalco, 11,9 km öster om Colonia Nueva Rosita. Trakten runt Colonia Nueva Rosita består till största delen av jordbruksmark.